# Mikroregion Erechim

Mikroregion Erechim

Mikroregion Erechim – mikroregion w brazylijskim stanie Rio Grande do Sul należący do mezoregionu Noroeste Rio-Grandense. Ma powierzchnię 5.729,9 km²

## Gminy
- Aratiba
- Áurea
- Barão de Cotegipe
- Barra do Rio Azul
- Benjamin Constant do Sul
- Campinas do Sul
- Carlos Gomes
- Centenário
- Cruzaltense
- Entre Rios do Sul
- Erebango
- Erechim
- Erval Grande
- Estação
- Faxinalzinho
- Floriano Peixoto
- Gaurama
- Getúlio Vargas
- Ipiranga do Sul
- Itatiba do Sul
- Jacutinga
- Marcelino Ramos
- Mariano Moro
- Paulo Bento
- Ponte Preta
- Quatro Irmãos
- São Valentim
- Severiano de Almeida
- Três Arroios
- Viadutos